# Nedersttjärnen (Nederkalix socken, Norrbotten)
Nedersttjärnen är en sjö i Kalix kommun i Norrbotten och ingår i Kalixälvens huvudavrinningsområde.